# Frank Ereaut
 (janvier 2025).
Si vous disposez d'ouvrages ou d'articles de référence ou si vous connaissez des sites web de qualité traitant du thème abordé ici, merci de compléter l'article en donnant les références utiles à sa vérifiabilité et en les liant à la section « Notes et références ».
Herbert Frank Cobbold Ereaut (Londres : 6 mai 1919 - 11 septembre 1998) est un homme politique jersiais, Bailli de Jersey de 1975 à 1985.